# Kunstbibliothek des Lindenau-Museums
Die Kunstbibliothek des Lindenau-Museums ist ein Bestandteil des Lindenau-Museums in Altenburg.

## Geschichte

Kunstbibliothek des Lindenau-Museums im Jahr 1890

Der Beginn der Kunstbibliothek des Lindenauschen Museums kann in der privaten Bibliothek von Bernhard August von Lindenau gesehen werden. Lindenaus Neffe, der Sprachforscher Hans Conon von der Gabelentz (1807–1874), beschäftigte sich von 1837 bis 1839 mit der Ordnung der Lindenauschen Privatbibliothek, die sich zu diesem Zeitpunkt vor allem aus Büchern aus eigener Anschaffung, ererbtem Familienbesitz, Teilen der Sammlung des Astronomen und Unterstützers Lindenaus Franz Xaver von Zach (1754–1832) sowie Teilen aus der Sammlung von Herzogin Marie Charlotte Amalia von Sachsen-Gotha-Altenburg (1751–1827) zusammensetzte.
Folgende Themengebiete finden zu diesem Zeitpunkt Erwähnung:
- Klassische Literatur (Antike Autoren)
- Wissenschaftliche Literatur der Themengebiete Astronomie, Mathematik, Geographie
- deutsche und französische Belletristik
- Reisebeschreibungen
- Politische Schriften
- Historische Literatur

In den Jahren 1843 und 1844 unternahm Lindenau Reisen nach Frankreich und Italien, bei denen er viele Kunstwerke für seine Sammlung kaufte. Erstmals sind hier auch gezielte Bücherkäufe in großer Menge für die geplante Kunstbibliothek belegt. Bei dieser Reise knüpfte er außerdem Kontakt zu vielen Buchhändlern, Antiquaren und Vermittlern in Deutschland, Frankreich und Italien.
In den folgenden Jahren 1845 und 1846 entstand das Museumsgebäude auf dem Polhof (ausführender Architekt war Albert Geutebrück). Das Gebäude war geplant als Ort für die Sammlung und eine Schule, die „Anstalt für Jünglinge aus dem Altenburger Lande zum unentgeltlichen Unterricht im freien Handzeichnen, im architektonischen Zeichnen, im Modellieren und in der Baukunst“. Der Kunstbibliothek kam in diesem Zuge die Rolle der Vertiefung der Betrachtung der Kunst im Museum zu und wurde zu Lehrzwecken für die Schule genutzt.
Am 4. Januar 1848 wurde dann bereits der Lehrbetrieb in dem Gebäude auf dem Polhof aufgenommen und am 1. April 1848 wurde auch das Museumsgebäude offiziell eröffnet. Derzeit befand sich die Kunstbibliothek im Parterresaal des Hauses und umfasste nach Angaben des damaligen Kustos Julius Erdmann Dietrich (1808–1878) 379 Titel. Zusätzlich gab es im Kuppelraum des Dachgeschosses noch eine Handbibliothek für den Schulbetrieb. 1851 folgte ein Anbau von 2 Seitenflügeln im Erdgeschoss, der eine gesonderte Ausstellung der Kunstbibliothek möglich machte und auch Platz für ein Lesezimmer bot. Zu diesem Zeitpunkt und auch später und bis zu seinem Tode (1854) finden sich immer wieder Aufzeichnungen in Lindenaus Tagebuch zu weiteren Bücherkäufen für die Bibliothek.
1854 folgten weitere Ergänzungsarbeiten, die in diesem Falle die Schaffung eines Bibliothekszimmers im Kuppelraum für die Schule durch den Baumeister Heinrich Schmidt beinhalteten. Nach dem Tod Lindenaus am 21. Mai 1854 fiel die Stiftung laut Testament an das Herzogtum Sachsen-Anhalt. Die Kunstbibliothek findet in diesem Testament gar an erster Stelle Erwähnung als "zunächst Kunst, Technik und die Hülfswissenschaften betreffende Sammlung von Büchern, Kupferstichen, Lithographien etc."
In den Jahren von 1874 bis 1876 wurde das Lindenau-Museum in seinem heutigen Erscheinen und Standpunkt als Herzogliches Landesmuseum am Rande des Schlossparkes errichtet (nach Plänen des Altenburger Baurates Julius Roger Enger (1820–1890)). 1876 folgte dann der Umzug der Kunstbibliothek und auch der restlichen Sammlung in das neue Haus und wurde am 11. Juli desselben Jahres neu eröffnet.
Von 1877 bis 1879 wurde die Kunstbibliothek systematisch und alphabetisch von Friedrich Köhler (1809–1885) katalogisiert. Dabei betrachtete er die Kunstbibliothek keinesfalls als abgeschlossenen Sammlungsteil, sondern als offene für neue Anschaffungen und Erweiterungen. Dieser handschriftliche Katalog "Bibliothek im von Lindenau'schen Museum" von 1881 bildete die Grundlage der Katalogisierung der Kunstbibliothek bis in das Jahr 1951 und wurde bis dahin in gleicher Weise fortgeführt.
In den 1920er Jahren ging dem Museum infolge der Inflation das Stiftungsvermögen verloren, was die Schließung der Schule zur Folge hatte. Mit dem Verlust des Schulbetriebes kam der Bibliothek eine bei der Gründung noch fundamentale Funktion abhanden: der Lehr- und Unterrichtszweck, zu dem sie nach Lindenaus Schul- und Museumskonzept angelegt wurde.
Erst in den Jahren 1933 bis 1945 wurden neue Versuche unternommen, eine Museumsarbeit über die museale Sammlung hinaus voranzutreiben. Im Zuge dessen wurde der Altenburger Kunstverein wiederbelebt und zeitgenössische Kunst wurde in die Sammlung integriert. Zudem fallen durch die Schenkung der Graphiksammlung Hermann Anders Krügers (1871–1945), aber auch Schenkungen durch Hermann Köhler, Oswin Mälzer und der Familie von Throta erste Impulse zur Gründe einer Druckgraphischen Sammlung in diese Zeit.
Nach 1945 begann dann mit Hanns-Conon von der Gabelentz (1892–1977) eine Umorientierung in der Museumskonzeption, welche in Fortführung bis heute als Leitfaden gilt. Neben dem Museumsbetrieb begann das Museum eine gezielte wissenschaftliche Erschließung der Sammlung. Die Kunstbibliothek wurde nun als eigener und separater Sammlungsteil losgelöst von der allgemeinen Museumsbibliothek betrachtet und 1951 wurde der alte Katalog von Friedrich Köhler endgültig geschlossen.
Seit 1969 wurde die Museumsbibliothek von Ruth Gleisberg gleitet und entwickelte sich in der Folgezeit zunehmend zu einer kunstwissenschaftlichen Fachbibliothek. 1976 wurden die Graphische Sammlung und die Kunstbibliothek durch den Umzug der Graphischen Sammlung in einen eigenen Studiensaal voneinander losgelöst und werden seitdem als separate und in der Ausstellung als gleichwertige Sammlungsteile (auch zu den anderen Sammlungen des Museums) betrachtet.
Die umfangreichen Renovierungsarbeiten Im Museum hatten auch einige Umzüge der Kunstbibliothek zur Folge. Seit 1994 befindet sie sich nun aber an ihrem heutigen Standpunkt im Obergeschoss des Museums und ist den Museumsbesuchern dauerhaft zugänglich.
In den Jahren 1994 bis 1997 folgte eine neue Katalogisierung der Bibliothek für das PC-Programm "Hida-Midas" und auch die Aufnahme in den SWB (Südwestdeutscher Bibliotheksverbund). Von 1999 bis 2001 wurde zunehmend auch die inhaltliche und wissenschaftliche Erschließung der Kunstbibliothek vorangetrieben. Die Ergebnisse wurden 2002 in der Sonderausstellung "Sichtungen. Die Kunstbibliothek Bernhard August von Lindenaus nach der Aufnahme ihres Bestandes" präsentiert.

## Systematik
- A. Kunst
- B. Kunstgeschichte (allgemeine Nachschlagewerke, Veröffentlichungen zu archäologischen Funden, Beachtung der Kunst der Antike, Mittelalter und Neuzeit aber weniger vertreten)
- C. Baukunst (Praktischer und theoretischer Literaturteil, Behandlung der einzelnen Länder Europas)
- D. Plastik
- E. Ornamentik (z. B. Ornamentmusterbücher)
- F. Zeichnende Künste (Anwendungsbeispiele in Bau- und Maschinenkonstruktionszeichnungen, praktisches und technisches Zeichnen)
- G. Malerei (wieder unterteilt in praktische und theoretische Literatur, Künstlermonographien und reiche Bildbände mit Kupferstichen)
- H. Kupferstechkunst, Holzschneidekunst, Lithografie (Ergänzung des Faches Malerei, Praxis und Geschichte der Techniken, Bildsammlungen, Kostümdarstellungen)
- I. Gewerbekunde, Technologie ("Hilfswissenschaften", handwerklich-technologisch orientierter Sektor)
- K. Geschichte und Geographie mit ihren "Hülfswissenschaften" ("Hilfswissenschaften", große Zahl reich illustrierter Bände, wie z. B. Reiseberichte)
- L. Encyklopädie, Vermischte Schriften ("Hilfswissenschaften")

## Ankauf von Büchern
Als Grundlage der Kunstbibliothek des Museums kan die Privatbibliothek Lindenaus gesehen werden, in welcher sich vermutlich auch schon kunstwissenschaftliche Bücher befunden haben. Neben diesem materiellen Fundament ist auch Lindenaus geistige Arbeitsgrundlage und Konzeption als wichtig zu erachten, die ein Interesse an Kunst und Kunstgeschichte und einem höheren Konzept des Lernens, in welches die Kunst eingebunden ist, voraussetzt.
Von einem geordneten Aufbau der Kunstbibliothek kann seit den 1840er Jahren gesprochen werden. In einem Zeitraum von 11 bis 12 Jahren wurde eine Menge von etwa 2000 Büchern zusammengetragen, was aufgrund des kurzen Zeitraumes natürlich auch das Entstehen von Lücken zur Folge hatte (nach Roland Jäger vor allem in der Architekturtheorie).
Lindenau bezog seine Bücher von vielerlei Seiten her. Dazu gehören z. B.
- Antiquariate, wobei davon auszugehen ist, das die nicht der Regelfall war, da sich nur wenige Bücher vor der Zeit Lindenaus in der Bibliothek befinden und jene auch möglicherweise aus seiner Privatbibliothek stammen können,
- der Sortimentsbuchhandel, in welchem zur Zeit Lindenaus eine große Lagerhaltung noch weit üblicher war als heutzutage,
- Auktionen und
- Schenkungen.

Beim Ankauf von Büchern achtete Lindenau sehr streng auf die Wirtschaftlichkeit seines Unternehmens, sprich auf den Preis, außerdem sicherte er sich oft über verschiedene Expertenmeinungen beim Kauf ab und erhöhte nie sein erstes Preisgebot, was stark dafür spricht, dass es ihm nicht um das Sammeln seltener und teurer Exemplare und das Sammeln an sich ging, sondern um den Zweck, der dahinter stand. Und das war der Didaktische. Durch den häufigen Bücherkauf in Buchhandlungen kann die Sammlung so heute auch einen aufschlussreichen Einblick in den Bestand des Buchhandels des 19. Jahrhunderts geben. Trotz Lindenaus unwahrscheinlich rationaler und ökonomischer Kaufplanung muss der Bücherkauf große Geldmengen verschlungen haben. Deshalb sollte auch an dieser Stelle noch erwähnt sein, dass sie Stiftungsidee überhaupt erst durch den großzügigen Nachlass seines "Lehrer[s], Wöhltäter[s] und Freund[es]" Franz Xaver von Zach zustande kommen konnte.

## Einordnung in die Sammlung
Um den ursprünglichen Stellenwert der Kunstbibliothek verstehen zu können, muss man noch einmal das Konzept der Einrichtung untersuchen, die Lindenau im Begriff war, aufzubauen. Nicht nur in Bezug auf Kunst, sondern auch auf den Zeitgeist des 19. Jahrhunderts allgemein, findet sich ein starker Antikenrückbezug. Lindenau stützt sich in seiner Idee von Museum und Schule dabei auch auf ältere Konzepte, wie z. B. das Museion von Alexandria, welches eine Studieneinrichtung unter dem Dach des Museums darstellte und unter anderem für seine Bibliothek berühmt und bekannt war, des Weiteren kann auch die Platonische Akademie genannt werden, welche in sich Philosophie, Wissenschaft und Kunst vereinigte. Diese Einheit von Elementen und die darin eingeschlossene "Enkyklios paideia" (die allgemeine Bildung) können durchaus als von Lindenau angestrebtes Ziel verstanden werden, denn auch Lindenaus Kunstbildung hatte in gewisser Weise einen Anspruch an Universalität, indem sie zur Stärkung der geistigen Quellen dienen sollte, welche wiederum die Grundlage des menschlichen Daseins stellt. Die Bibliothek findet ihren Platz in diesem Kanon als da sie den Ort darstellt, an dem "das Wissen der Zeit gesammelt sein soll".
Die Kunst ist im Prozess des Lernens und Lehrens eine Vermittlerin, indem sie die Verbindung von Nützlichem und Schönem symbolisiert und ausübt und so in der Lage ist, das Schaffen des Menschen einer Veredlung zuzuführen.
Für den heutigen Besucher erscheint die Kunstbibliothek eher unscheinbar und hintergründig. Für Lindenau und sein Schulprinzip spielte sie allerdings eine elementare Schlüsselposition. Die Schule sollte nicht nur Künstlern eine Ausbildung, sondern viel mehr Technikern und Handwerkern offenstehen. Aufgrund der ihr zugedachten Aufgabe herrscht in der Kunstbibliothek ein Nebeneinander von Praxis und Theorie, denn es wurde sowohl praktisch geübt und gelernt als auch Erlerntes mithilfe von Theorie und Kunstgeschichte vertieft. Durch den Anspruch an die Bibliothek erklärt sich auch der hohe Anteil nicht direkt kunstbezogener Literatur in der Systematik und im Bestand direkt.